# Jakub Sylvestr
Jakub Sylvestr (* 2. února 1989, Banská Bystrica) je slovenský fotbalový útočník a bývalý reprezentant, který v současnosti působí v klubu KFC Komárno. Mimo Slovensko působil na klubové úrovni v Chorvatsku, Německu a Dánsku.

## Klubová kariéra
Jakub Sylvestr začal s fotbalem v malém klubu FK JUPIE Banská Bystrica-Podlavice. Poté přešel do týmu Dukla Banská Bystrica a později do Slovanu Bratislava, kde hrával v dorostu.

### ŠK Slovan Bratislava
Za A-tým Slovanu nastoupil poprvé na jaře 2007, debutoval pod trenérem Jankechem v domácím utkání proti FC Nitra. S "belasými" vybojoval v ročnících 2008/09 a 2010/11 ligové tituly. Za tým odehrál celkem 77 utkáním, ve kterých vstřelil 13 gólů.

### FC Petržalka 1898 (hostování)
Od ledna do června 2009 hostoval v Artmedii Petržalka. 4. dubna 2009 vstřelil v dresu Artmedie první hattrick kariéry, čímž zařídil vítězství 3:0 nad Tatranem Prešov. Ve 14 zápasech 7x rozvlnil síť.

### GNK Dinamo Zahřeb
V létě 2010 přestoupil za 1,5 milionu eur do Dinama Záhřeb, který se pro hráče stal prvním zahraničním angažmá. Za klub vstřelil 2 branky ve 32 ligových zápasech.

### FC Erzgebirge Aue
Sezónu 2012/13 strávil na hostování v druholigovém německém klubu FC Erzgebirge Aue, kam následně z Dinama přestoupil. Podepsal tříletý kontrakt. Sezona 2013/14 byla z jeho strany vydařená, bojoval o korunu krále střelců německé 2. Bundesligy. To se mu nakonec zdařilo, s 15 góly se o ni podělil s Mahirem Sağlıkem z Paderbornu. Aue se i díky jeho gólovým příspěvkům udrželo ve 2. Bundeslize. Za klub nastoupil i s hostováním k 53 zápasům v nichž dal 22 gólů.

### 1. FC Norimberk
Po úspěšné sezoně 2013/14 přestoupil do klubu 1. FC Norimberk, který zrovna sestoupil do 2. německé Bundesligy. Minul se zde s krajanem Róbertem Makem, který odešel do řeckého PAOKu. V srpnu 2014 v prvním ligovém kole vítěznou brankou rozhodl o výhře 1:0 právě nad FC Erzgebirge Aue.

### Aalborg BK
Koncem ledna 2017 odešel z Německa do dánského prvoligového klubu Aalborg BK. V prvním ligovém utkání se jednou střelecky prosadil, ve druhém nastřílel hattrick proti Silkeborg IF.

## Reprezentační kariéra
Jakub Sylvestr působil i v mládežnických reprezentačních výběrech Slovenska.

### A-mužstvo
Reprezentační kariéru v A-mužstvu Slovenska načal v roce 2010, když debutoval 3. září v kvalifikačním zápase proti hostující Makedonii. Dostal se na hrací plochu v samotném závěru utkání, které skončilo vítězstvím Slovenska 1:0. Na svůj druhý zápas v seniorském reprezentačním dresu si musel počkat až do 14. listopadu 2012, kdy si zahrál pod trenérským duem Stanislav Griga a Michal Hipp v přátelském utkání v Olomouci proti České republice. Slovenský národní tým prohrál 0:3. 19. listopadu 2013 dostal příležitost pod trenérem Jánem Kozákem v přátelském utkání proti Gibraltaru, které mělo dějiště v portugalském Algarve ve městě Faro a bylo vůbec prvním oficiálním zápasem Gibraltaru po jeho přijetí za 54. člena UEFA v květnu 2013. V zápase se zrodila překvapivá remíza 0:0, za slovenský výběr nastoupili hráči z širšího reprezentačního výběru a také několik debutantů.

## Úspěchy

### Individuální
- nejlepší střelec německé 2. Bundesligy (2013/14 - 15 gólů)[4]